# 백학초등학교
백학초등학교는 대한민국 경기도 연천군에 있는 초등학교다.

## 학교 연혁
- 1922년 05.01 백학사립강습소로 설립
- 1925년 04.01 백학사립학교 인가(4학급)
- 1929년 04.01 백학공립보통학교 설립 인가
- 1945년 03.25 제16회 졸업(해방 전)
- 1945년 08.25 휴교(해방 후 북한 치하)
- 1954년 12.20 백학국민학교 인가(4학급)
- 1955년 01.11 초대 박연술 교장선생님 취임
- 1981년 03.05 백학국민학교 병설유치원 개원
- 1996년 03.01 백학초등학교로 개칭
- 1998년 08.20 운동장 천연잔디 구장 조성(1350평)
- 2000년 03.01 경기도교육청지정, 교실수업개선시범학교운영 (2001.03.01~2001.09.25)
- 2000년 08.31 강당 및 급식실 준공
- 2002년 03.01 고랑포분교장 본교 통폐합
- 2004년 07.03 아름다운 학교숲 가꾸기 조성
- 2006년 12.13 아름다운학교상 우수상 시상(주최: 중앙일보)
- 2007년 06.01 경기도교육청 지정, 개정교육과정연구학교 운영 (2007.06.01~2009.02.28)
- 2008년 07.15 우수학교급식소 표창(경기도지사)
- 2008년 09.01 제23대 이진구 교장선생님 부임
- 2009년 09.01 경기도교육청 지정 교원능력개발선도학교 운영
- 2010년 02.17 제29회 병설유치원 졸업
- 2010년 02.18 제55회 졸업(총 3,278명)
- 2010년 03.01 초등학교 6학급, 병설유치원 1학급 편성
- 2011년 02.01 체육관 준공
- 2011년 02.16 제30회 병설유치원 졸업
- 2011년 02.17 제56회 졸업(총 3,299명)
- 2011년 03.01 초등학교 6학급, 병설유치원 1학급 편성
- 2012년 02.15 제31회 병설유치원 졸업
- 2012년 02.16 제57회 졸업(총 3,321명)
- 2012년 03.01 초등학교 6학급, 병설유치원 1학급 편성
- 2012년 09.01 제24대 김중기 교장 선생님 부임
- 2013년 02.14 제32회 병설유치원 졸업
- 2013년 02.15 제58회 졸업(총 3,339명)
- 2013년 03.01 초등학교 6학급, 병설유치원 1학급 편성
- 2014년 02.14 제59회 17명 졸업(졸업생 총3,356명)
- 2014년 07.11 보도차도 분리공사 완료
- 2014년 09.01 경기도교육청 혁신학교 지정(4년간)
- 2014년 10.23 운동장 어린이놀이시설 전체 교체공사 완공
- 2015년 02.13 제60회 10명 졸업(졸업생 총3,366명)